# 玛丽亚·内库利策
玛丽亚·内库利策（羅馬尼亞語：Maria Neculiță，1974年3月30日—），生于德瓦，罗马尼亚女子竞技体操运动员。她曾代表罗马尼亚获得1992年夏季奥运会体操比赛女子团体全能银牌。